# Monowai Island
Monowai Island ist eine der Campbell-Inseln, einer Gruppe kleiner subarktischer Inseln vor der zu Neuseeland gehörenden Insel Campbell Island im südlichen Pazifischen Ozean.

## Geographie
Die 370 m lange und bis zu 280 m breite Insel befindet sich im westlichen Teil der Rocky Bay 500 m vor der Küste im Südwesten von Campbell Island. Sie erhebt sich mit ihren steil abfallenden Felsen bis zu 144 m aus dem Meer. Rund 800 m in südwestlicher Richtung befindet sich eine aus dem Meer herausragender Felsen, der Seagull Rock genannt wird und zwischen der Küste von Campbell Island und Monowai Island liegt noch eine unbenannte 220 m lange Felseninsel auf einer Distanz von 330 m von Monowai Island.
1,26 km südöstlich erhebt sich etwas über 40 m Survey Island aus dem Meer und 1,9 km südwestlich mit Wasp Island eine weitere kleine Nachbarfelseninsel.

## Geologie
Monowai Island besteht aus Basalt-Gestein. Die Insel entstand durch Erosion und war ursprünglich Teil des ehemaligen Vulkans, der die Insel Campbell Island im späten Känozoikum bildete.

## Weltnaturerbe
Als Teil von Campbell Island zählt die Insel mit zum im Jahr 1998 anerkannten UNESCO-Weltnaturerbe, in dem die subarktischen Inselgruppen The Snares, Bounty Islands, Antipodes Islands, Auckland Islands und die Insel Campbell Island den Schutzstatus ausgesprochen bekommen haben.